# Антониади, Эжен Мишель
Эже́н Мише́ль Антониа́ди (фр. Eugène Michel Antoniadi; греч. Ευγένιος Αντωνιάδης; 1 марта 1870 — 10 февраля 1944) — французский астроном греческого происхождения. Наиболее известен своими наблюдениями Марса и опровержением гипотезы о существовании марсианских каналов. Внёс также вклад в изучение Меркурия, Венеры и других планет, занимался историей науки и архитектурой. Большую часть своей научной деятельности провёл как астроном-любитель.

## Ранние годы и образование
Антониади родился 1 марта 1870 года в Константинополе, в квартале Татавла, входившем в то время в состав греческой общины города. Он происходил из состоятельной семьи торговцев, что обеспечило ему материальное благополучие в детские годы. Антониади приходился двоюродным братом Василеосу Захариасу, более известному как Бэзил Захаров, крупному торговцу оружием.
Антониади получил классическое гуманитарное образование. Он свободно владел несколькими европейскими языками — греческим, французским и английским, а также классическими языками — древнегреческим и латынью. Обладал глубокими познаниями в области литературы и истории. По специальности был архитектором. С ранних лет у него проявились художественные способности, в частности, талант к рисованию.

## Начало астрономической деятельности. Парижский период

### Первые наблюдения и переезд во Францию
Антониади увлёкся астрономией под впечатлением от книг Камиля Фламмариона и начал систематические наблюдения в 1887–1888 годах. Первоначально он работал в Константинополе, а затем на острове Принкипо в Мраморном море, где, вероятно, на семейной даче был установлен его небольшой телескоп-рефрактор с объективами 7,5 см и (позднее) 10,8 см. Антониади делал подробные зарисовки солнечных пятен, Марса, Юпитера и Сатурна, отличавшиеся точностью. С 1889 года он начал отправлять свои зарисовки Марса Фламмариону.
В 1891 году Антониади стал членом Французского астрономического общества, основанного Фламмарионом в 1887 году. В 1893 году, в возрасте 23 лет, при содействии Фламмариона, впечатлённого его мастерством, Антониади эмигрировал из Турции во Францию и переехал в Париж. Он стал ассистентом-астрономом в частной обсерватории Фламмариона в Жювизи-сюр-Орж. Здесь он работал наблюдателем на 9,5-дюймовом (24 см) рефракторе-экваториале Барду, в частности, измеряя период вращения Марса и подтвердив ранее полученную Джованни Скиапарелли оценку. Сам Антониади проживал не в Жювизи, а в 8-м округе Парижа. Его вознаграждение у Фламмариона составляло 300 франков в месяц. По условиям контракта, Фламмарион обладал исключительными правами на публикацию работ Антониади во Франции, а публикации должны были выходить под совместной подписью (по данным Р. МакКима, это условие соблюдалось до 1920 года). Эти условия со временем стали вызывать у Антониади недовольство.

### Отношения с Фламмарионом и уход из Жювизи
Первоначально отношения между Антониади и Фламмарионом были хорошими. Антониади высоко ценил Фламмариона как учёного и в письмах называл его «Мастером». Однако оба обладали независимыми характерами и не были склонны к тесному сотрудничеству. Из-за доминирующего характера Фламмариона между ними возник конфликт. В 1900 году Антониади оставил должность в обсерватории, написав: «Я больше не выношу Фламмариона». В 1902 году он формально ушёл из обсерватории Жювизи и вышел из состава Французского астрономического общества. Несмотря на это, по свидетельству Р. МакКима, их дружеские отношения сохранились; Фламмарион присутствовал на свадьбе Антониади в 1902 году.

### Работа в Британской астрономической ассоциации
Ещё до переезда во Францию, в 1890 году, Антониади узнал о создании Британской астрономической ассоциации (BAA) и в 1892 году стал одним из первых членов её Отдела Марса. В 1896 году он возглавил этот отдел и руководил им до 1917 года, подготовив за это время десять «Мемуаров» Ассоциации, посвящённых наблюдениям Марса в ходе 15 противостояний, а также редактируя их. В 1896 году BAA командировала Антониади в Норвегию для наблюдения полного солнечного затмения, однако из-за неблагоприятной погоды наблюдения не состоялись; Антониади сделал лишь художественную зарисовку своих впечатлений от явления. В 1899 году он стал членом Королевского астрономического общества в Лондоне. В 1900 году Антониади на некоторое время переезжал в Англию, но вскоре вернулся в Париж. Он предпочитал жить в Париже, стремясь сохранять независимость в своей астрономической деятельности, и никогда не занимал официальных должностей, оставаясь астрономом-любителем.

## Исследования Марса
На рубеже XIX—XX веков Марс находился в центре внимания астрономов. После открытия Джованни Скиапарелли в 1877 году линейных структур на Марсе, названных им «canali» (каналы), и их геометрической правильности, возникла гипотеза об их искусственном происхождении и существовании марсианской цивилизации, активно поддерживаемая, в частности, Персивалем Лоуэллом. «Каналы» считались доказательством внеземной цивилизации. Камилл Фламмарион также способствовал популяризации Марса своими публикациями и поддержанием идеи о распространённости жизни во Вселенной. Антониади, под влиянием Фламмариона и Скиапарелли, составил свою первую планисферу Марса в 1896 году. Однако уже в конце 1890-х годов он начал сомневаться в реальности марсианских каналов в том виде, как их описывали.

### Опровержение гипотезы о марсианских каналах
Переломным моментом в изучении Марса и в научной деятельности Антониади стали наблюдения во время великого противостояния планеты 24 сентября 1909 года. По приглашению директора Парижской обсерватории Анри Деландра он получил доступ к Большому Медонскому рефрактору (Grande Lunette) — 83-сантиметровому телескопу Медонской обсерватории, на тот момент крупнейшему рефрактору в Европе. Летом 1909 года на Марсе произошла крупная пылевая буря, но к началу сентября атмосфера планеты прояснилась. Отношения Антониади с Камилем Фламмарионом к этому времени улучшились, и тот также предложил Антониади воспользоваться его рефлектором для наблюдений.
20 сентября 1909 года, в условиях исключительно спокойной атмосферы в Париже, Антониади провёл наблюдения Марса на Grande Lunette, которые, по его словам, обеспечили наилучшее изображение планеты, которое он когда-либо видел. Используя увеличения до 320 крат, он обнаружил, что поверхность Марса покрыта множеством сложных, нерегулярных, пятнистых («пёстрых») деталей, а предполагаемые «каналы» не образуют единой геометрической сети. Так, южная часть Большого Сирта представлялась ему «лабиринтом», а Тирренское море (Mare Tyrrhenum) выглядело как «леопардовая шкура». Он отмечал, что зарисовать все детали с идеальной точностью невозможно, и прибегал к своей фотографической памяти, запоминая отдельные участки поверхности и воспроизводя их на бумаге. Позднее Р. МакКим, анализируя эти наблюдения, высказывал предположение, не были ли некоторые из зафиксированных Антониади деталей связаны с использованием им цветных фильтров. 
В письме У. Х. Уэсли от 26 сентября 1909 года Антониади сообщал о нерегулярности деталей марсианской поверхности, сравнивая её вид с Луной или Землёй, наблюдаемой с высоты 4000 метров. В октябре 1909 года Антониади назвал линейную структуру каналов «мифом прошлого». Он пришёл к выводу, что «каналы» Скиапарелли и Лоуэлла являются оптической иллюзией, возникающей при наблюдении на пределе разрешения телескопа и при напряжении зрения, когда глаз соединяет отдельные тёмные пятна и неровности в прямые линии. Вместо геометрических структур он видел сложные, естественные образования, сравнимые с земными долинами или синклиналями. Эти выводы Антониади изложил в письмах коллегам и в публикациях, где также отмечал, что наблюдаемые структуры приближают Марс к Земле по своей естественности. Зону от Большого Сирта до Эллады он описывал как «зелёную лужайку с пятнами».
Выводы Антониади вызвали дискуссию с Персивалем Лоуэллом, который до конца жизни оставался убеждённым сторонником искусственности каналов и считал, что Антониади использовал неверную методику наблюдений (например, не уменьшал апертуру телескопа, как советовал Лоуэлл), что приводило к «незаметному размытию» изображения. Антониади считал аргументы Лоуэлла нелепыми. Дальнейшие исследования и, впоследствии, космические миссии подтвердили правоту Антониади. Среди первых астрономов, поддержавших его точку зрения, были Эдвард Барнард и Винченцо Черулли, который одним из первых заподозрил иллюзорность каналов. Примечательно, что сам Скиапарелли в переписке с Антониади продолжал настаивать на реальности полигональных и других регулярных структур на Марсе, считая их существование доказанным.

### Другие наблюдения Марса
Антониади вёл систематические наблюдения Марса на протяжении многих лет. В 1909 и 1911 годах он наблюдал жёлтые облака, связав их с сезонными изменениями и перемещением пыли, поднятой ветром. Он также пытался оценить высоту этих облаков. Эти наблюдения были опубликованы в мемуарах Британской астрономической ассоциации за 1916 год. В декабре 1924 года он зарисовал обширную пылевую бурю, во время которой единственной различимой деталью оставалась область Nodus Gordi. В 1971 году автоматическая межпланетная станция «Маринер-9» действительно обнаружила в этом месте потухший вулкан Олимп, высотой 24 100 м, в области Тарсис. 
Антониади осторожно подходил к вопросу о марсианском вулканизме. Хотя он отмечал отсутствие явных видимых признаков активного вулканизма, кроме возможного пепельного цвета некоторых регионов (например, Deucalionis Regio) или желтой дымки, в 1924 году он наблюдал светящиеся выбросы на краю диска Марса в области Эллады, достигавшие высоты 8–20 км над поверхностью, которые он интерпретировал как возможное проявление вулканической активности. Он допускал существование орогенных (горообразовательных) процессов на Марсе, но считал их ограниченными. В своей книге он писал, что неправильные структуры Марса пересекают экваториальные моря с севера на юг, предполагая их связь с высотными различиями и бассейнами древних рек. 
Используя большой телескоп в Медоне, Антониади фиксировал цвет деталей марсианской поверхности и его сезонные изменения, что, по его мнению (а также по мнению Фламмариона и Г. А. Тихова), могло указывать на наличие растительности. Фламмарион ещё в 1894–1895 годах обнаружил быстрое таяние полярных шапок Марса, оказавшееся более интенсивным, чем на Земле. С 1901 года Антониади исследовал возможную связь скорости таяния марсианских полярных шапок с уровнем солнечной активности, опубликовав результаты в 1916 году. Это привело к спору о приоритете с Г. А. Тиховым, который опубликовал аналогичные выводы ранее, в 1912 году, на русском языке. В 1921 году Королевское астрономическое общество присудило приоритет Тихову, в результате чего Антониади в 1923 году в знак протеста вышел из Общества, сославшись на незнание русскоязычной публикации. По мнению Р. МакКима, дальнейшие наблюдения не подтвердили эту зависимость. 
Антониади не допускал существования жидкой воды на поверхности Марса в значительных количествах. 
В 1911 году Антониади опубликовал «Феномен марсианского года» — календарь марсианских явлений. Антониади также наблюдал Марс в Медоне в 1911 году (после чего обсерватория была закрыта на ремонт купола) и в 1924 году во время великого противостояния. Во время Первой мировой войны он наблюдал Марс на своём 21,6-см телескопе (1914, 1916). Он продолжал рисовать Марс при противостоянии в 1941 году, что свидетельствовало о сохранении его мастерства.

### Книга «Планета Марс»
Итогом многолетних исследований Марса стала монументальная работа Антониади «Планета Марс», опубликованная в 1930 году. Книга содержит обзор истории изучения планеты с 1659 по 1929 год и может рассматриваться как своего рода завершение трилогии Фламмариона о Марсе. В ней Антониади представил свою интерпретацию деталей поверхности Марса, существенно отличающуюся от предшественников, и подвёл итог своим наблюдениям, особенно начиная с сентября 1909 года, утверждая, что «настоящих каналов на Марсе никто не видел» и что «„каналы“ Скиапарелли не существуют как каналы или геометрические контуры», а в их предполагаемых местах видны «пятнистые следы, зубчатые края серых участков или изолированные понижения». Книга включает подробную карту Марса с приблизительно 560 наименованиями деталей. Предложенная Антониади номенклатура легла в основу современной системы наименований деталей на Марсе; в 1958 году Международный астрономический союз утвердил 128 названий по его системе. Цветная планисфера Марса, выполненная Антониади, была представлена в Париже. Точность зарисовок Антониади, представленных в книге, впоследствии высоко оценивалась при сравнении с фотографиями, полученными космическими аппаратами.

## Исследования других планет и Луны
Помимо Марса, Антониади наблюдал все планеты Солнечной системы, за исключением Нептуна, а также Луну. 
Антониади сравнивал видимую поверхность Меркурия с поверхностями Марса и Луны, приходя к выводу о сходстве условий на Меркурии с лунными и марсианскими. Его книга «Планета Меркурий», опубликованная в 1934 году, долгое время считалась классическим трудом по этой планете. 
В 1920–1930-е годы Антониади обобщил имевшиеся знания о Венере. Он наблюдал планету совместно с Фламмарионом в Жювизи и критически оценивал результаты наблюдений прохождения Венеры по диску Солнца в 1874 году. Они пришли к выводу, что период вращения Венеры остаётся неопределённым. В то время как Фламмарион склонялся к 24-часовым суткам на Венере, Антониади предполагал более медленное вращение, но точно измерить его не смог. 
Р. МакКим отмечал анализ Антониади эволюции Южного тропического возмущения на Юпитере. Предположительно, Антониади первым зарисовал пятна на Ганимеде в 1938 году и на других галилеевых спутниках в 1939 году. Он объяснял синхронность их орбит и вращения приливным взаимодействием с Юпитером. Наблюдал Юпитер также в Медоне в 1911 году. 
В 1937 году Антониади опубликовал зарисовки колец Сатурна, сделанные по наблюдениям 1936–1937 годов. Во внешнем кольце А он отметил радиальные тёмные промежутки. Похожие образования, известные как «спицы», были позже обнаружены аппаратом «Вояджер-1» в 1980 году, но в кольце В. Антониади также обобщил знания о Сатурне в большой обзорной статье.

## Другие научные и общественные интересы
Круг интересов Антониади не ограничивался наблюдательной астрономией. Он серьёзно занимался историей науки, особенно античной астрономии, изучая древнегреческие тексты в оригинале. Ему принадлежат уточнения связей между греческой и египетской астрономией, а также выявление влияния идей Аристотеля и Платона на Николая Коперника. Историко-астрономические статьи Антониади публиковались в журнале L’Astronomie. В 1934 году он издал книгу по истории египетской астрономии. 
Обладая специальностью архитектора, Антониади глубоко интересовался этим искусством. Его главным трудом в этой области стало исследование собора Святой Софии в Константинополе. В 1904 году, получив специальное разрешение султана Абдул-Хамида II, он впервые провёл фотосъёмку интерьеров собора, а также изучал археологические раскопки вокруг него. По данным Р. МакКима, Антониади сделал 1008 фотографий и столько же детальных рисунков собора. Он использовал реалистичный и тщательный стиль рисунка, включая технику штриховки точками (стипплинг). Итогом этой работы стал трёхтомный атлас «Описание Святой Софии» (греч. Έκφρασις της Αγίας Σοφίας), опубликованный на греческом языке в 1907 году. 
Антониади был известным шахматистом, достигшим уровня, близкого к мастерскому, и имел на своём счету успешные партии. В периоды временного отхода от активных астрономических занятий, например, после ухода из Жювизи в 1902 году и после 1917 года, он серьёзно посвящал себя шахматам. Лучший результат: на Парижском турнире 1907 года разделил 1—2-е места с американцем Фрэнком Джеймсом Маршаллом, одним из сильнейших шахматистов начала XX века.
Антониади проявлял интерес к космологии. Он восхищался открытием множества спиральных туманностей, особо отмечая вклад Джорджа Ричи. Он также высоко ценил Джорджа Эллери Хейла, считая их обоих выдающимися наблюдателями.
Антониади обладал выдающимися способностями наблюдателя и рисовальщика, что, наряду с очень острым зрением и фотографической памятью, принесло ему признание в научных кругах и доступ к крупнейшим телескопам своего времени. Его точные зарисовки астрономических объектов продолжали высоко цениться даже с развитием астрофотографии.
Антониади известен также своей шкалой видимости, которая характеризует условия для наблюдения звездного неба цифрой от I до V в зависимости от состояния атмосферы и широко используется астрономами-любителями.
Антониади публиковал свои астрономические работы в ведущих журналах, таких как L’Astronomie и Journal of the British Astronomical Association (только в последнем указатель за 1890–1940 годы включает 59 его работ). Во время Второй мировой войны он подготовил библиографический указатель работ по Солнечной системе, который хранится в Медонской обсерватории.

## Личная жизнь и характер
В 1902 году Эжен Антониади женился на Екатерине (Кэтрин) Севастопуло, происходившей из состоятельной греческой семьи из Константинополя, проживавшей в Париже. Супруги поселились в 8-м округе Парижа, где прожили много лет. Детей у них не было.
Характерными чертами личности Антониади были исключительная способность к концентрации внимания и склонность к глубокой сосредоточенности на интересующих его темах, порой доходившая до степени, близкой к одержимости. Его научные и профессиональные интересы были направлены на изучение устройства систем и присущих им закономерностей, что находило отражение как в его астрономических исследованиях, так и в архитектурной деятельности; человеческие взаимоотношения занимали его в значительно меньшей степени. Антониади обладал практически фотографической памятью, позволявшей ему с высокой точностью воспроизводить увиденное после однократного наблюдения. С юности он проявлял склонность к уединённым занятиям и некоторую замкнутость. Возможно, эта черта его характера могла усилиться под влиянием сложной социально-политической обстановки, сложившейся в Османской империи в период её упадка.
По словам Жерара де Вокулёра, он мог быть резок в общении. Всю жизнь Антониади отличался слабым здоровьем.

## Деятельность в военные годы и смерть
Первая мировая война сказалась на здоровье Антониади: помимо стресса от подготовки мемуаров и самой войны, он выполнял некую работу для французских военных, за которую впоследствии был награждён орденом Почётного легиона. После 1917 года он оставил пост директора марсианского отдела BAA и вышел из Ассоциации, на время вернувшись к шахматам.
Во время немецкой оккупации Парижа в годы Второй мировой войны Антониади продолжал жить в городе, разделяя трудности военного времени с другими парижанами, выживая за счёт продовольственных посылок и отапливая жилище древесными опилками. Он по-прежнему посещал Медонскую обсерваторию для наблюдений, в частности, зарисовывал Марс во время противостояния 1941 года, демонстрируя прежнее мастерство. Ежегодно он посещал Жювизи-сюр-Орж в годовщину смерти Камиля Фламмариона (умер в 1925 году) для участия в памятных мероприятиях.
В 1943 году из-за резкого ухудшения здоровья и зрения Антониади был вынужден прекратить наблюдения. Существует информация, что после 1940 года, потеряв связь с Англией (где в 1901 году он намеревался завещать Королевскому астрономическому обществу свои архивы, насчитывавшие около 2000 рисунков небесных тел), Антониади уничтожил все свои научные бумаги и зарисовки. Предполагается, что он мог опасаться их попадания в руки нацистов. После его смерти материалы действительно не были найдены.
В последние месяцы жизни Антониади вёл радиопередачи по астрономии в Париже. Он не верил в окончательную победу Германии.
Эжен Мишель Антониади скончался в больнице 10 февраля 1944 года, за полгода до освобождения Парижа.

## Признание и наследие
Несмотря на значительный вклад в астрономию, Антониади всю жизнь оставался астрономом-любителем. Президент Французского астрономического общества Фернан Балдё, выступая на прощании с учёным, отметил, что Антониади посвятил себя астрономии как «священному служению».
За свои научные достижения Антониади был удостоен ряда наград: 
- Премия Жансена от Французской академии наук (1925), что было уникальным для астронома-любителя.
- Премия Гусмана (1926) и премия Лакайля (1932) от Парижской академии наук.
- Орден Почётного легиона (1927), в том числе за помощь Франции в Первой мировой войне.

В память об Эжене Антониади его именем названы: 
- Кратер Антониади на Марсе, расположенный на окраине плато Большой Сирт (область, впервые отмеченная Скиапарелли).
- Кратер Антониади на обратной стороне Луны (координаты α = –173°, δ = –69°).
- Горный хребет на Меркурии.

Молодые планетарные астрономы, такие как Жерар де Вокулёр, относились к Антониади с благоговением, считая его лучшим наблюдателем планет своего времени, обладавшим уникальным мастерством телескопических зарисовок. В 1939 году, когда Жорж Фурнье и Жерар де Вокулёр создали в Британской астрономической ассоциации комиссию по Марсу, Антониади был избран её почётным президентом.
Своё научное кредо Антониади выразил в письме Эдварду Барнарду в 1913 году: «Когда мы уверены, что наша работа останется, наше представление о небесных телах будет правильным, и мы с честью отдали кесарю то, что принадлежит кесарю, тогда мы можем покинуть этот мир с удовлетворением от выполненного долга». Он придерживался принципов настоящего любителя-наблюдателя: если интерес к какому-либо занятию становился утомительным, он его прекращал. В письме Фрэнку Дайсону он утверждал, что наука должна культивироваться «ради истины, а не ради похвалы или выгоды».